# Kampstraße 6 (Mönchengladbach)

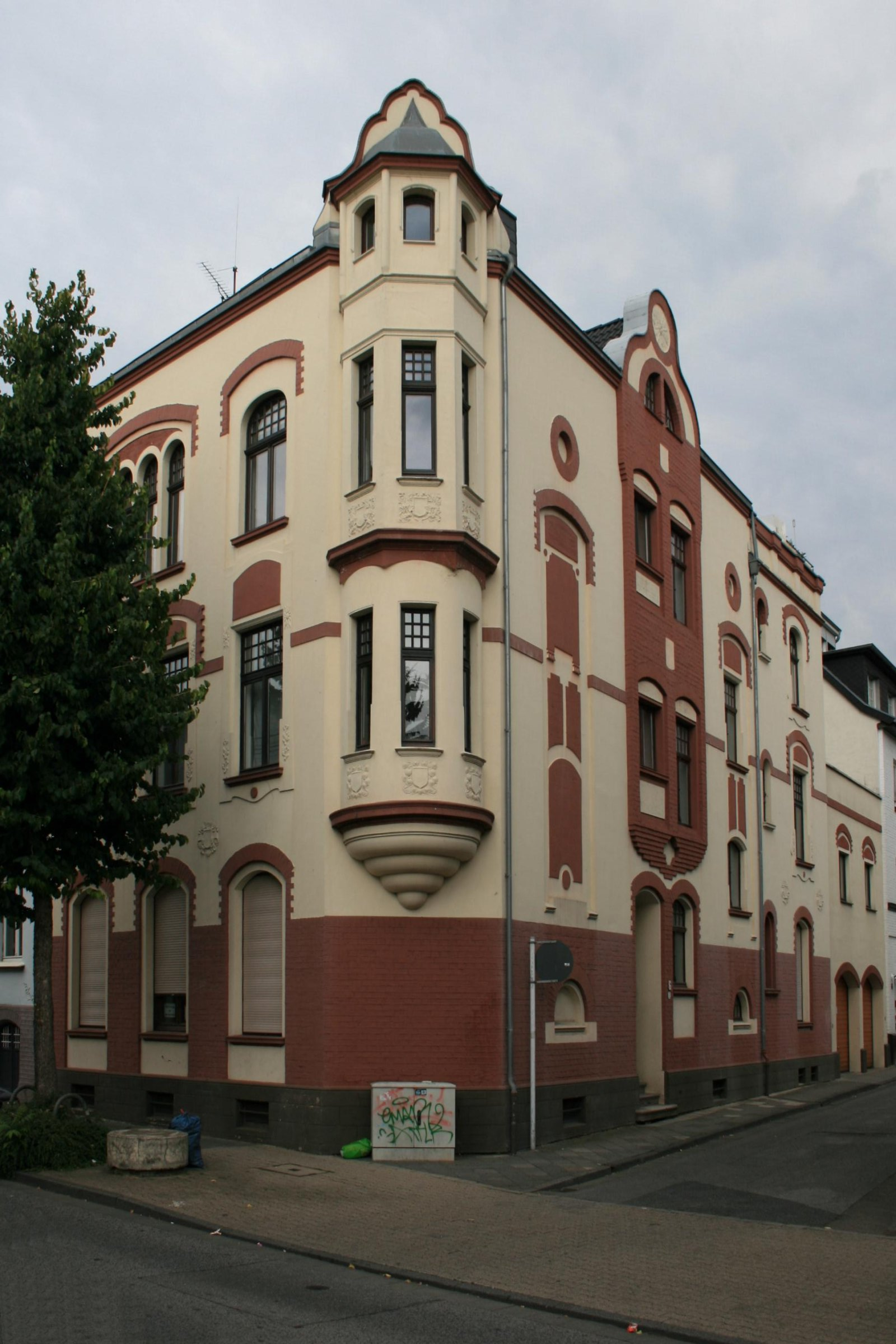
Wohnhaus (2010)

Das Wohnhaus Kampstraße 6 steht im Stadtteil Rheydt in Mönchengladbach (Nordrhein-Westfalen).
Das Gebäude wurde Anfang des 20. Jahrhunderts erbaut. Es wurde unter Nr. K 011  am 4. Dezember 1984 in die Denkmalliste der Stadt Mönchengladbach eingetragen.

## Architektur
Das dreigeschossige Eckgebäude ist ein Mehrfamilienhaus aus dem Anfang des 20. Jahrhunderts mit Satteldach. Die schräg abgeschnittene Ecke ist in beiden Obergeschossen sowie im Dachgeschossbereich durch eine Erkeranordnung betont.